# 60gy busz (Budapest)
A budapesti 60-as (gyors 60-as) jelzésű autóbusz a Batthyány tér és Óbuda, Vörösvári út között közlekedett. A vonalat a Budapesti Közlekedési Vállalat üzemeltette.

## Története
1981. január 19-étől 60-as jelzéssel gyorsjárat közlekedett a korábbi 60A útvonalán. A járat 1990. augusztus 31-én megszűnt, forgalmát a 60-as alapjárat vette át.

## Útvonala
| Batthyány tér felé: | Vörösvári út felé: |
| --- | --- |
| Vörösvári út vá. – Bécsi út – Nagyszombat utca – Lajos utca – Zsigmond tér – Árpád fejedelem útja – Bem rakpart – Bem József tér – Fő utca – Batthyány tér vá. | Batthyány tér vá. – Bem rakpart – Árpád fejedelem útja – Zsigmond tér – Lajos utca – Nagyszombat utca – Bécsi út – Vörösvári út vá. |

## Megállóhelyei
| 0  | Vörösvári út végállomás  | 13 | 1, 17 18, 18A, 37, 137 Helyközi buszok              |
| ∫  | Perényi út               | 12 | 17                                                  |
| 2  | Váradi utca              | 11 | 17                                                  |
| 3  | Margit Kórház            | 10 | 17                                                  |
| 7  | Kolosy tér               | 6  | Szentendrei HÉV 17 6, 29, 65, 65A, 86, 86, 165      |
| 11 | Margit híd               | 3  | Szentendrei HÉV 4, 6, 17 6, 26, 84, 86, 86, 91, 191 |
| 13 | Batthyány tér végállomás | 0  | Szentendrei HÉV 19 11, 39, 86, 86                   |